# Ossian Åkerlind
Ossian Åkerlind, född 1879 i Ryssby, Kalmar län, död 1956 i Stockholm, var en svensk målare, grafiker och fotograf.
Åkerlind kom till Stockholm 1898 och studerade några år vid Konstakademien. Han etablerade en egen klichéanstalt 1912 och utförde under flera år uppdrag åt Generalstabens litografiska anstalt. Omkring 1919 övergick han mer och mer till fotografering och öppnade en egen fotoateljé i Stockholm där han vid sidan av vanliga fotouppdrag arbetade med konstfotografi. Hans största betydelse är alla bilder han fotograferade i det gamla Stockholm. Som konstnär utförde han landskapsmålningar med motiv från Stockholm och dess omgivningar.